# Abdullah Frères
Les Abdullah Frères (en turc : Abdullah Biraderler) — un groupe de trois frères, formé de Vichen (1820-1902), Hovsep (1830-1908) et Kevork Abdullahian (1839-1918) — sont des photographes arméniens ottomans ayant acquis une renommée internationale durant la période de fin de l'Empire ottoman. Ils prenaient des photos de vues panoramiques et d'individus célèbres, dont notamment des sultans ottomans. La plupart de leurs photographies sont de style orientaliste et ont été prises dans l'Empire ottoman.

## Origine du nom
Arméniens, les frères Abdullah ne sont pas des chrétiens convertis à l'islam. Leur nom de famille remonterait à leur aïeul qui, invité à se convertir, aurait décliné l'offre en disant : « Mon nom est Astvatzadour, "donné par Dieu", et dorénavant vous m'appellerez Abdullah, "serviteur de Dieu" ».

## Carrière
Vichen a commencé sa carrière photographique en retouchant des photos pour Rabach, un photographe allemand qui a ouvert son studio de photographie en 1856 dans le quartier de Beyazid à Constantinople.
En 1858, quand le frère cadet de Vichen, Kevork, revient de ses études menées à l'Académie arménienne de Mourad Raphaelian à Venise, ils décident avec leur autre frère Hovsep de reprendre le studio photographique de Rabach et d'ouvrir le leur, sous le nom des Abdullah Frères. Ils se sont rendus à Paris pour s'informer sur les dernières innovations dans le domaine auprès du photographe Olympe Aguado.
En 1863, par l'intermédiaire du grand vizir Fouad Pacha, les frères Abdullah sont présentés au sultan Abdulaziz qui les nomme photographes officiels de la cour et les déclare meilleurs artistes de la ville, une épithète qu'ils ont utilisée jusqu'à la fermeture de leur studio en 1899,. En 1867, ils vendent leur studio de Beyazid et déménagent vers un emplacement plus favorable à Péra. La même année, les Abdullah Frères sont représentés à l'Exposition universelle de Paris où ils gagnent une renommée internationale et deviennent les photographes les plus célèbres de l'Empire ottoman. Leur titre honorifique attire l'entourage du Palais et une riche clientèle, locale et étrangère – dont notamment le prince de Galles Albert Édouard de Saxe-Cobourg-Gotha et l'impératrice Eugénie de Montijo.
La carrière des frères Abdullah est marquée par la série d'événements qui survient durant le règne d'Abdülhamid II (1876-1909), comprenant la défaite de l'Empire ottoman face à l'Empire russe, la question arménienne et la politique de l'image mise en œuvre par le sultan. En 1877, Kevork, sous le pseudonyme de « Baron d'Esta », publie en français, L'Arménie et les Arméniens, destiné à sensibiliser le monde politique européen « sur le sort de chrétiens oubliés au fond de l'Asie mineure ». En février 1878, le sultan leur retire leur titre de photographe officiel de la cour et l'attribue à Vassilaki Kargopoulo, l'un de leurs proches concurrents avec Pascal Sébah, à cause de photographies prises par Kevork de hauts gradés russes logés à proximité de Constantinople.
En 1886, à la demande du khédive d'Égypte, Kevork ouvre une succursale au Caire, en Égypte ; cette dernière fermera en 1895. En 1889, Vichen parvient à être réhabilité en tant que photographe officiel. Les cinquante-et-un albums regroupant plus de mille huit-cents photographies de l'Empire ottoman envoyées par Abdülhamid II à la Bibliothèque du Congrès à Washington, puis au British Museum à Londres sont pour près des trois-quarts signées Abdullah Frères.

## Fin du studio
Le déclin du studio commence lorsque le titre de photographe officiel cesse d'être le privilège d'un seul atelier et du fait que le sultan préfère désormais s'entourer de photographes issus des rangs de l'armée. Les frères Abdullah sont par ailleurs touchés par le succès des cartes postales et des innombrables contrefaçons, auquel s'ajoute une comptabilité mal tenue : le studio ferme ses portes en 1899. Il est racheté la même année avec son matériel et ses archives par le principal concurrent de Vichen, Sébah & Joaillier, pour un montant de 1 200 livres d'or.
La faillite de l'atelier affecte particulièrement Vichen, qui se convertit, avec sa femme et ses trois fils, à l'islam, s'appelant dorénavant Abdullah Şükrü Efendi. Il meurt peu après, en 1902, à l'âge de 82 ans. Hovsep décède en 1908, et Kevork dix ans plus tard en avril 1918. En 1919 parait son pamphlet posthume écrit en français, Le Kaiser rouge, publié au profit de l'hôpital arménien de Yedikule et signé Grégoire Abdullah.
Au cours de leur longue carrière, le studio Abdullah Frères a photographié de nombreux sultans ottomans, hommes d'État ottomans tels que Ibrahim Edhem Pacha et Osman Nuri Pacha, des figures internationales comme Mark Twain, l'émir Abdelkader, des vues panoramiques, et plus encore.

## Galerie

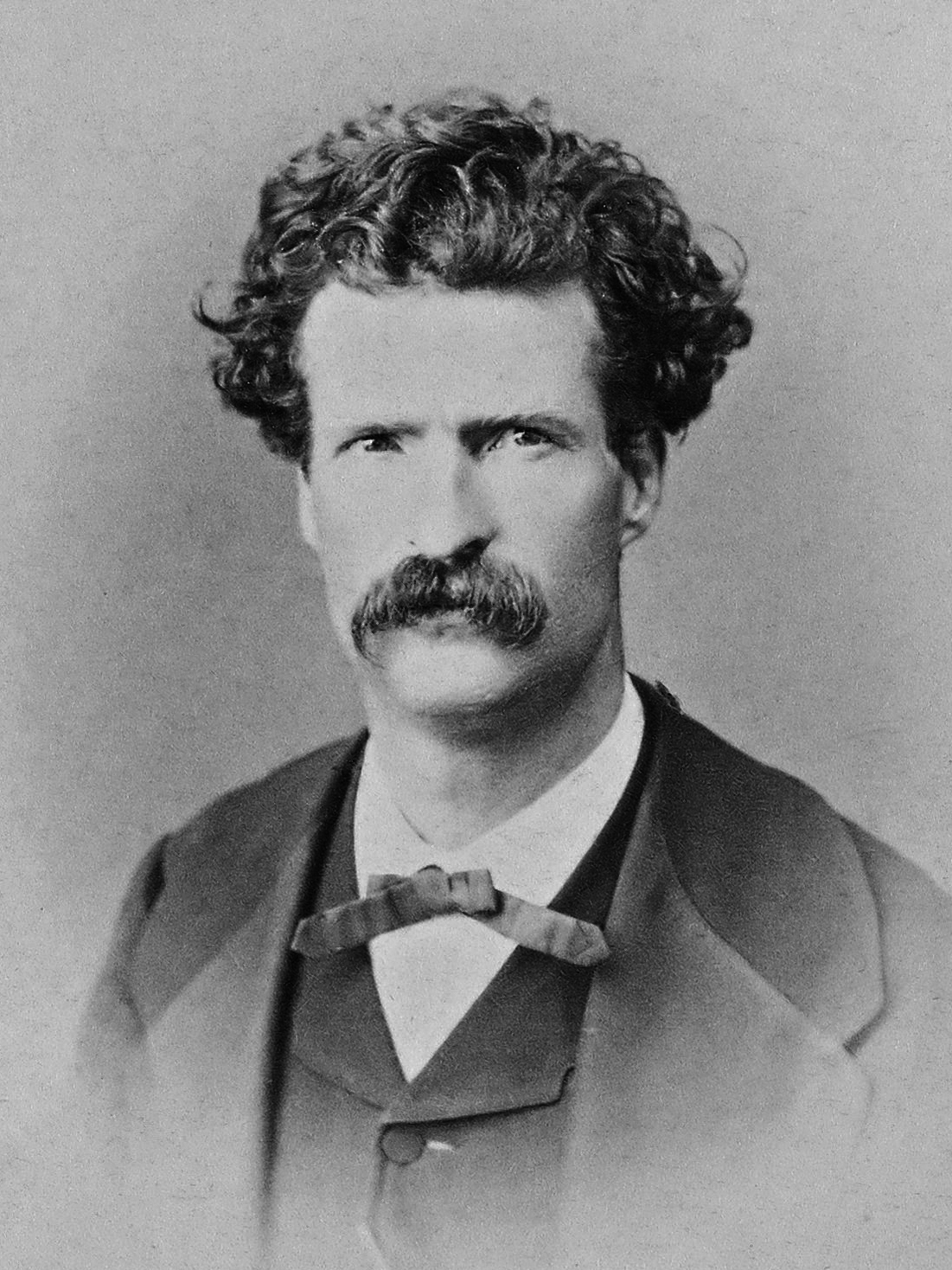
Mark Twain (1867).
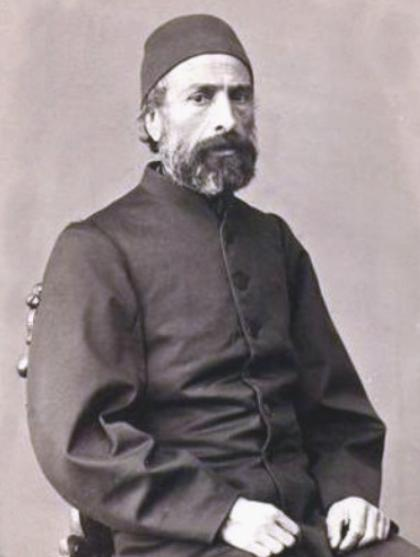
Ibrahim Edhem Pacha (autour des années 1890).
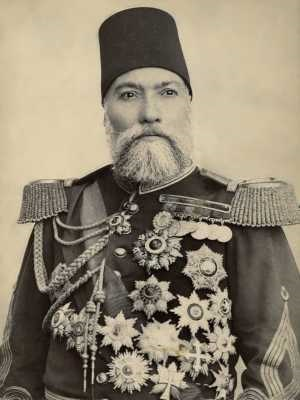
Osman Nuri Pacha (vers 1895).
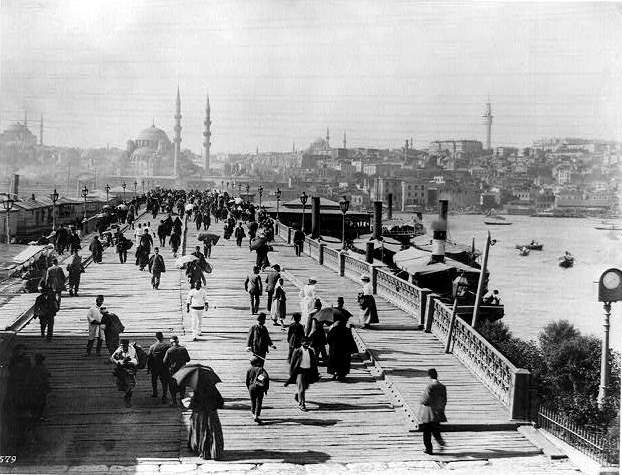
Vue sur le pont de Galata.
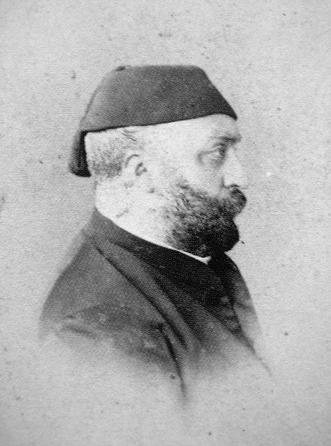
Sultan Abdulaziz.
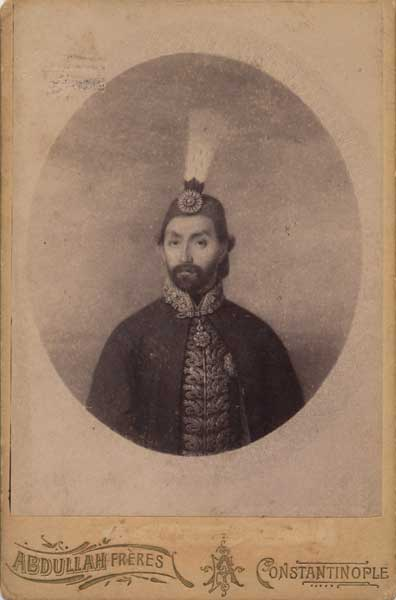
Sultan Abdülmecid Ier.
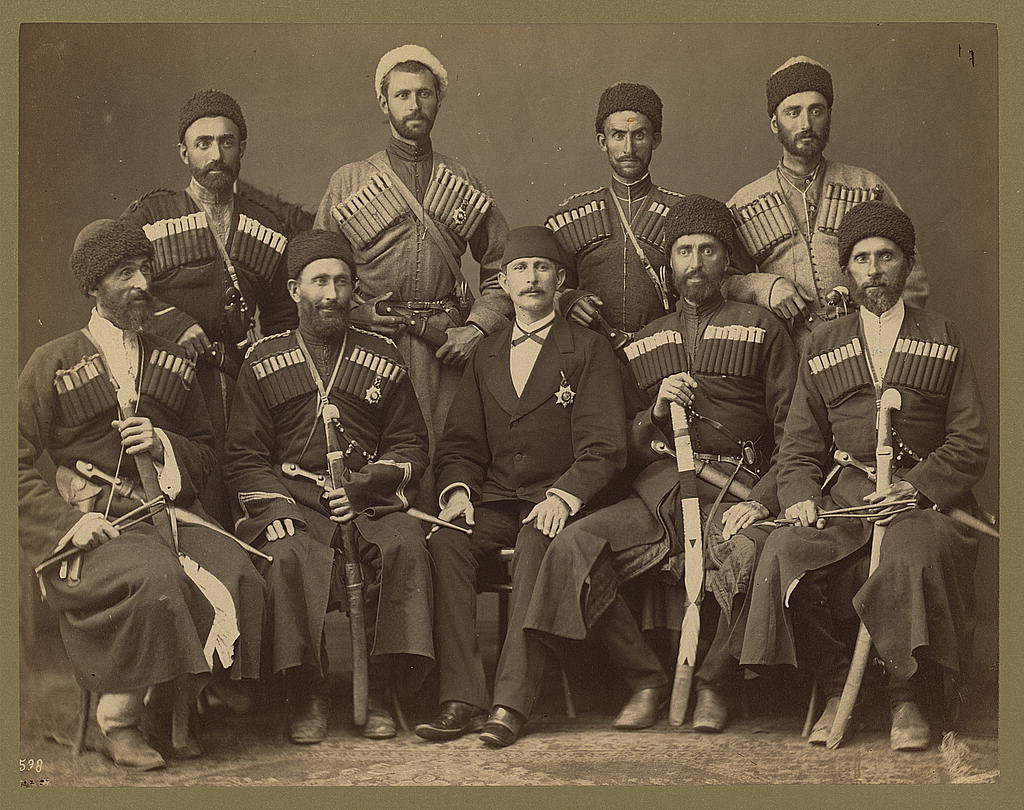
Circassiens en uniformes avec des représentants ottomans.
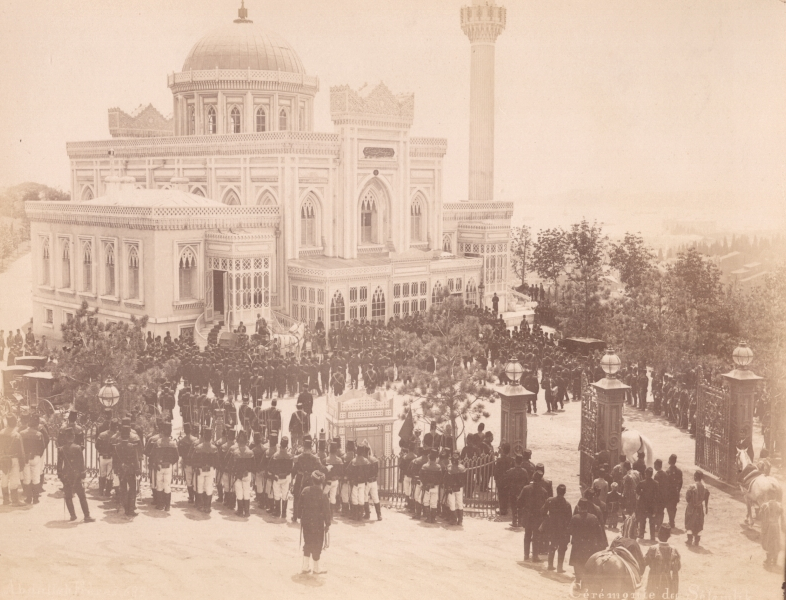
Une cérémonie dans la Mosquée Yıldız Hamidiye, Constantinople.
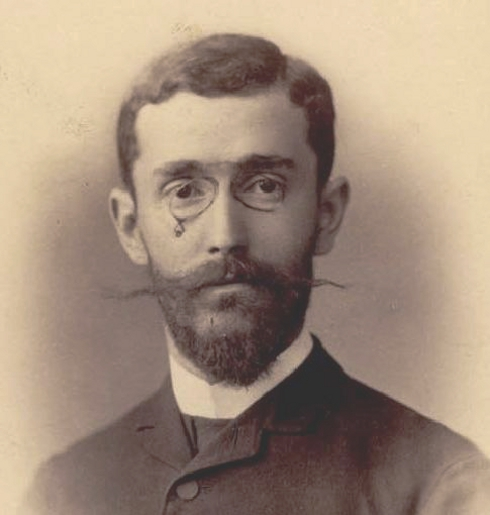
Portrait du diplomate et mémorialiste roumain Trandafir G. Djuvara.
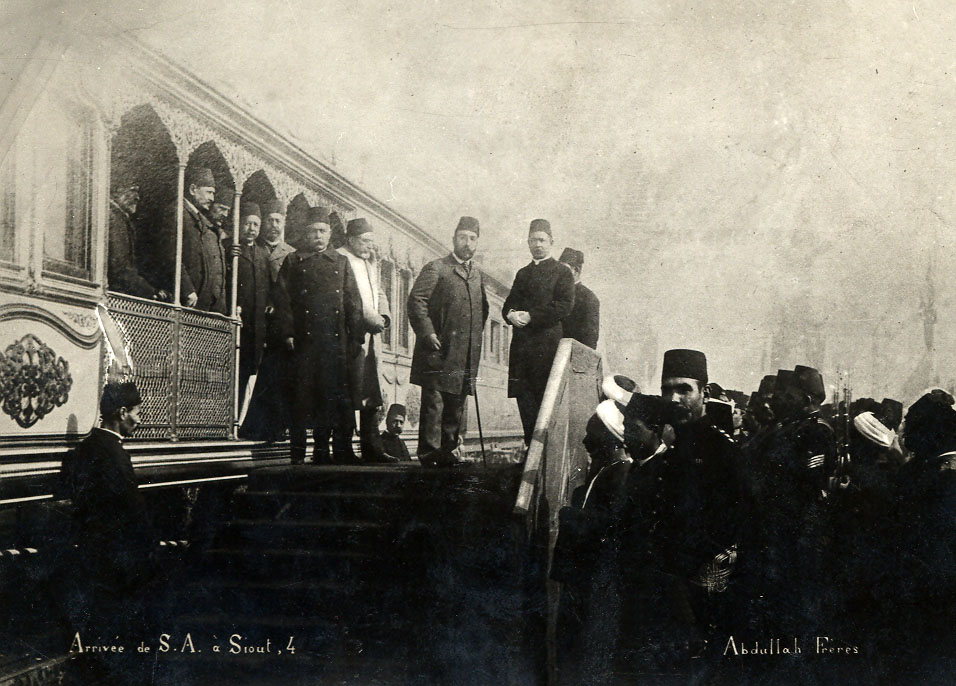
Photographie de Tawfiq Pacha.
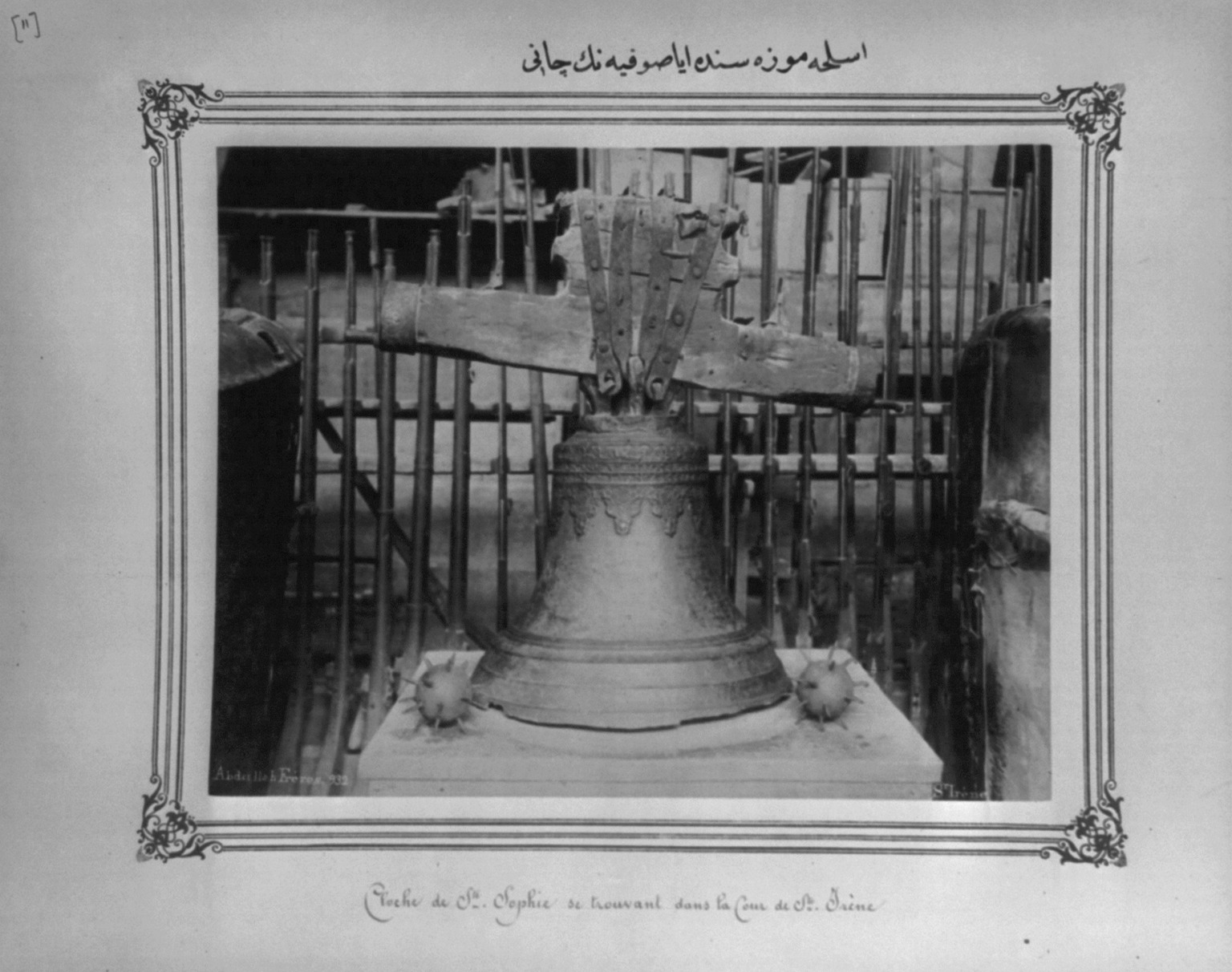
Cloche de Sainte-Sophie.
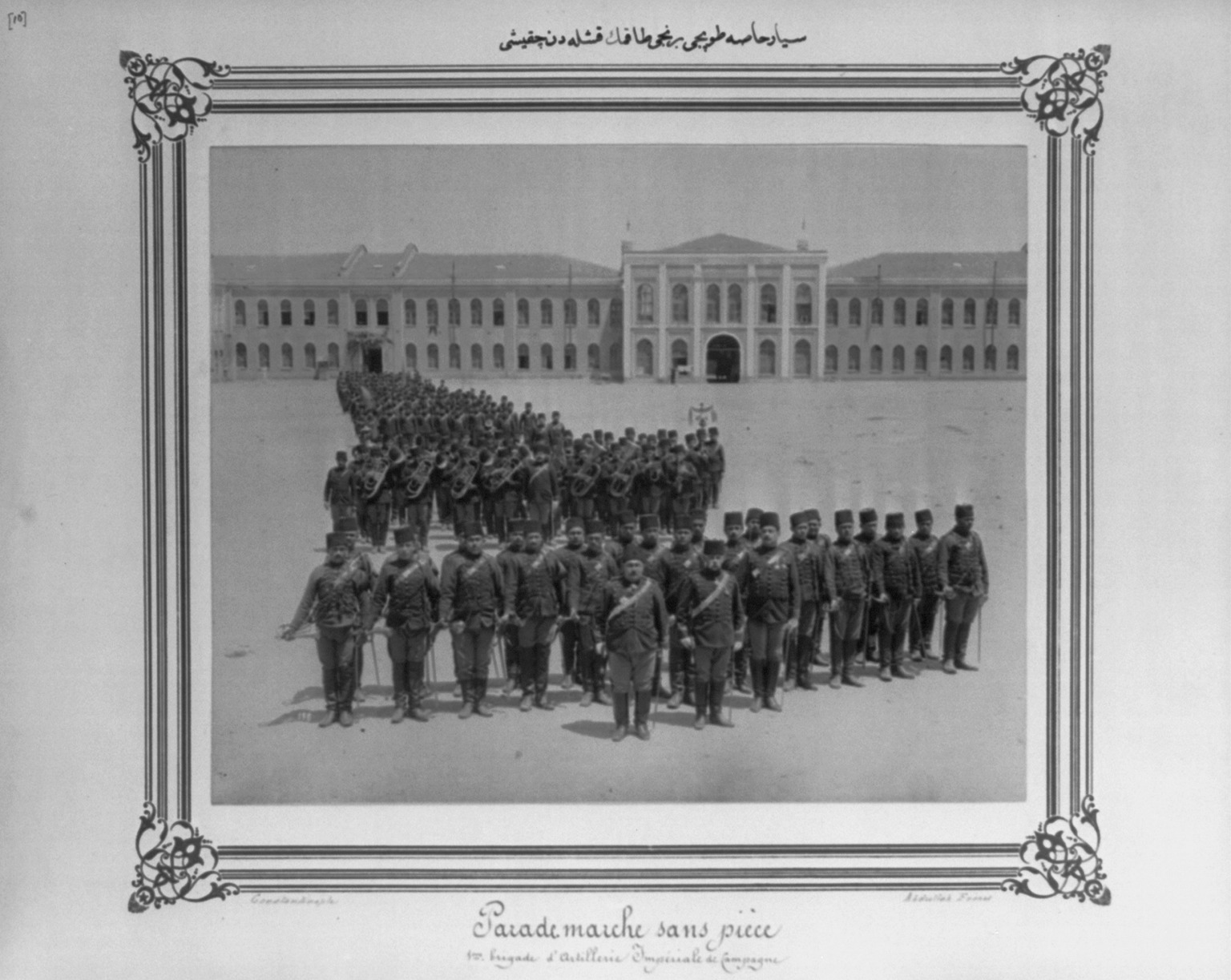
Sortie de la 1re brigade de garde du corps d'artillerie mobile de la caserne.
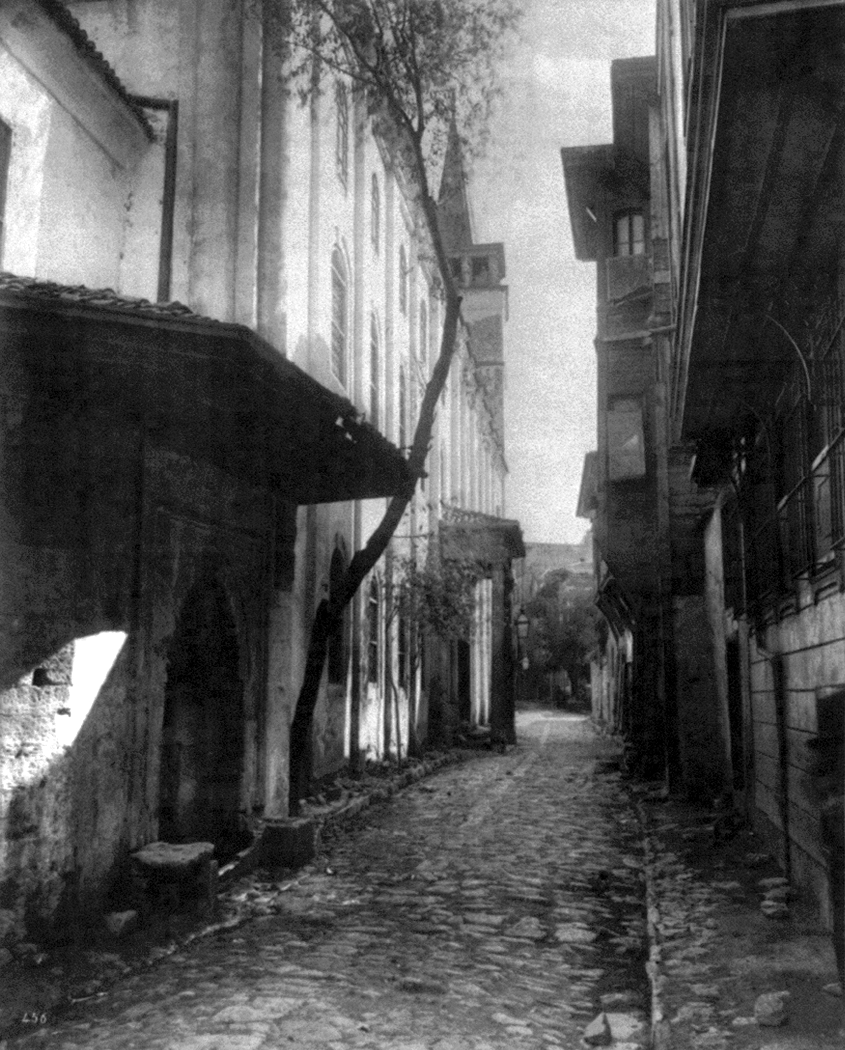
Rue de Galata.
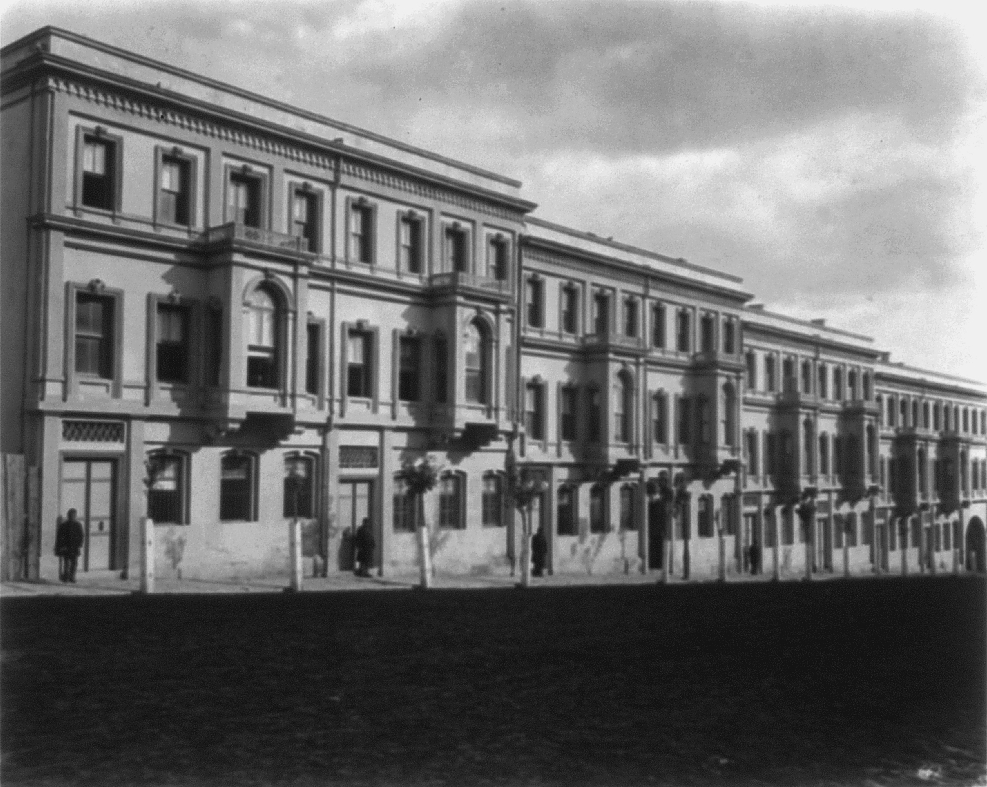
Mekteb-i Aşiret-i Humayun (École tribale impériale).
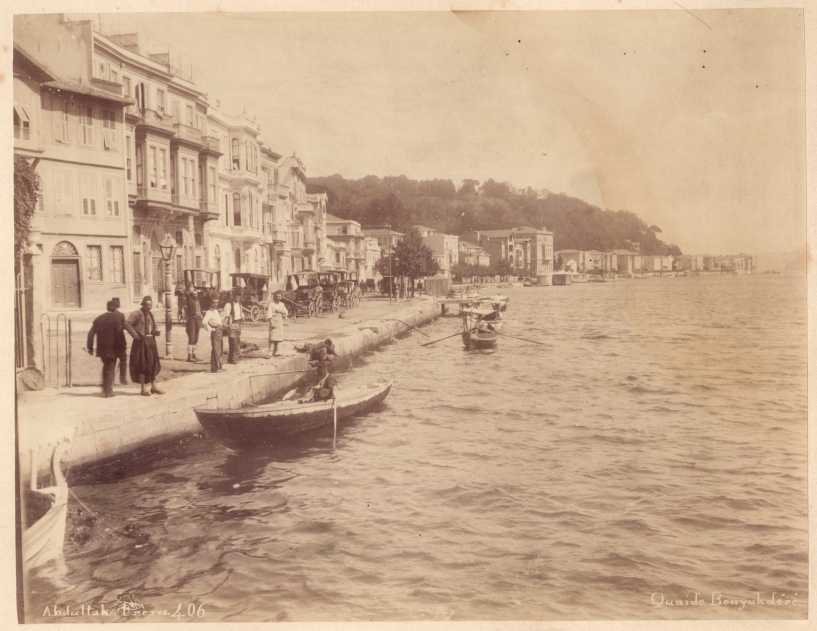
Un quai à Büyükdere, Sarıyer, Constantinople.
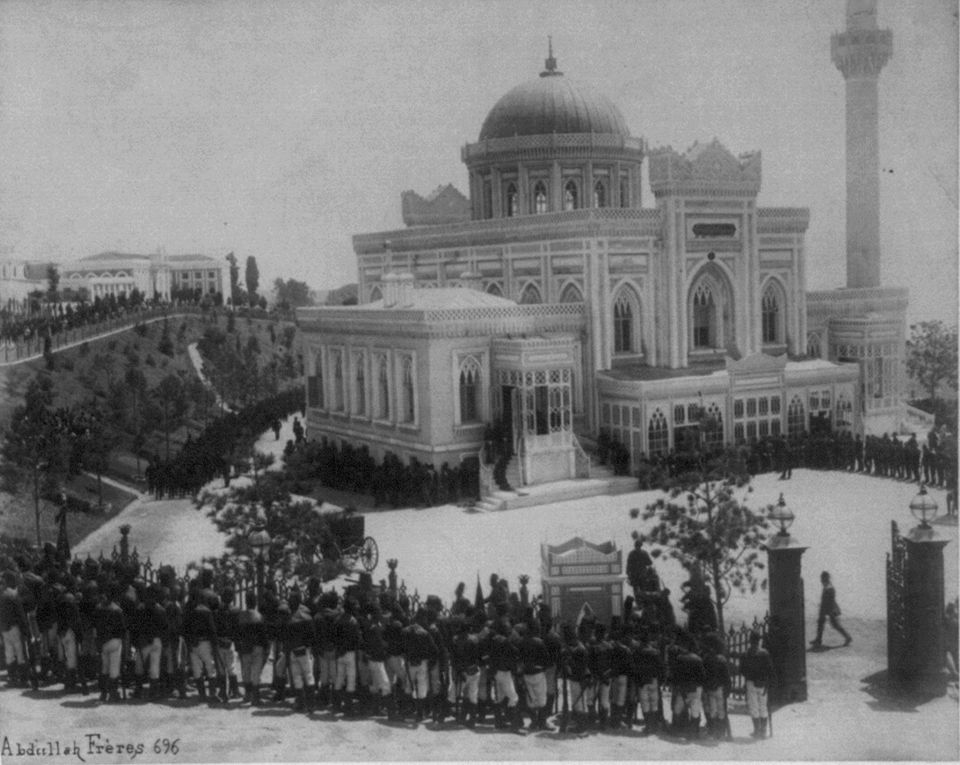
Le Selamlik (procession du sultan à la mosquée) à la Hamidiye Camii (mosquée) le vendredi.
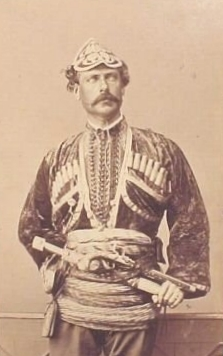
Un Géorgien (1870).
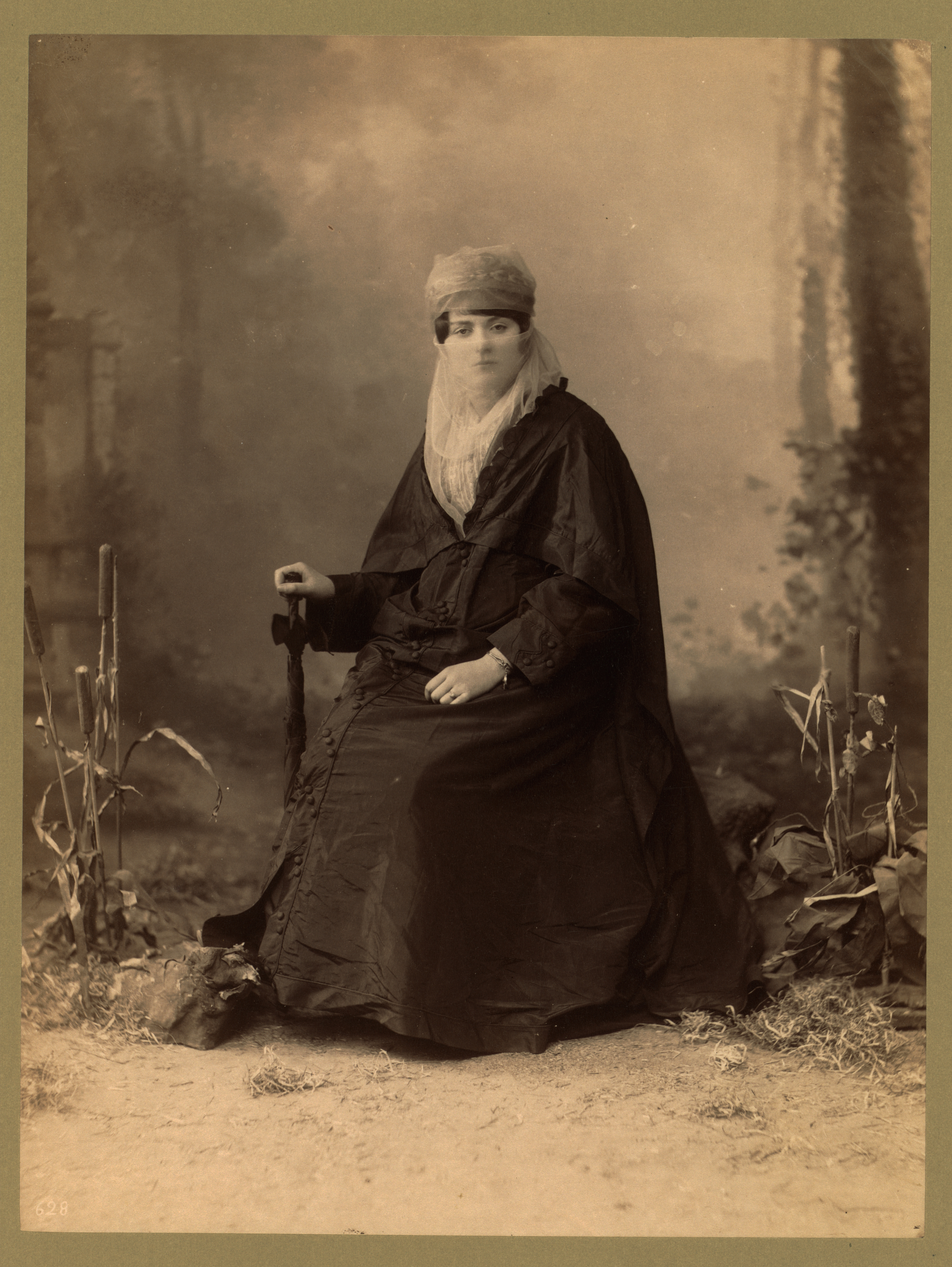
Femme turque, portrait en pied, assis, de face, tenant un parasol.
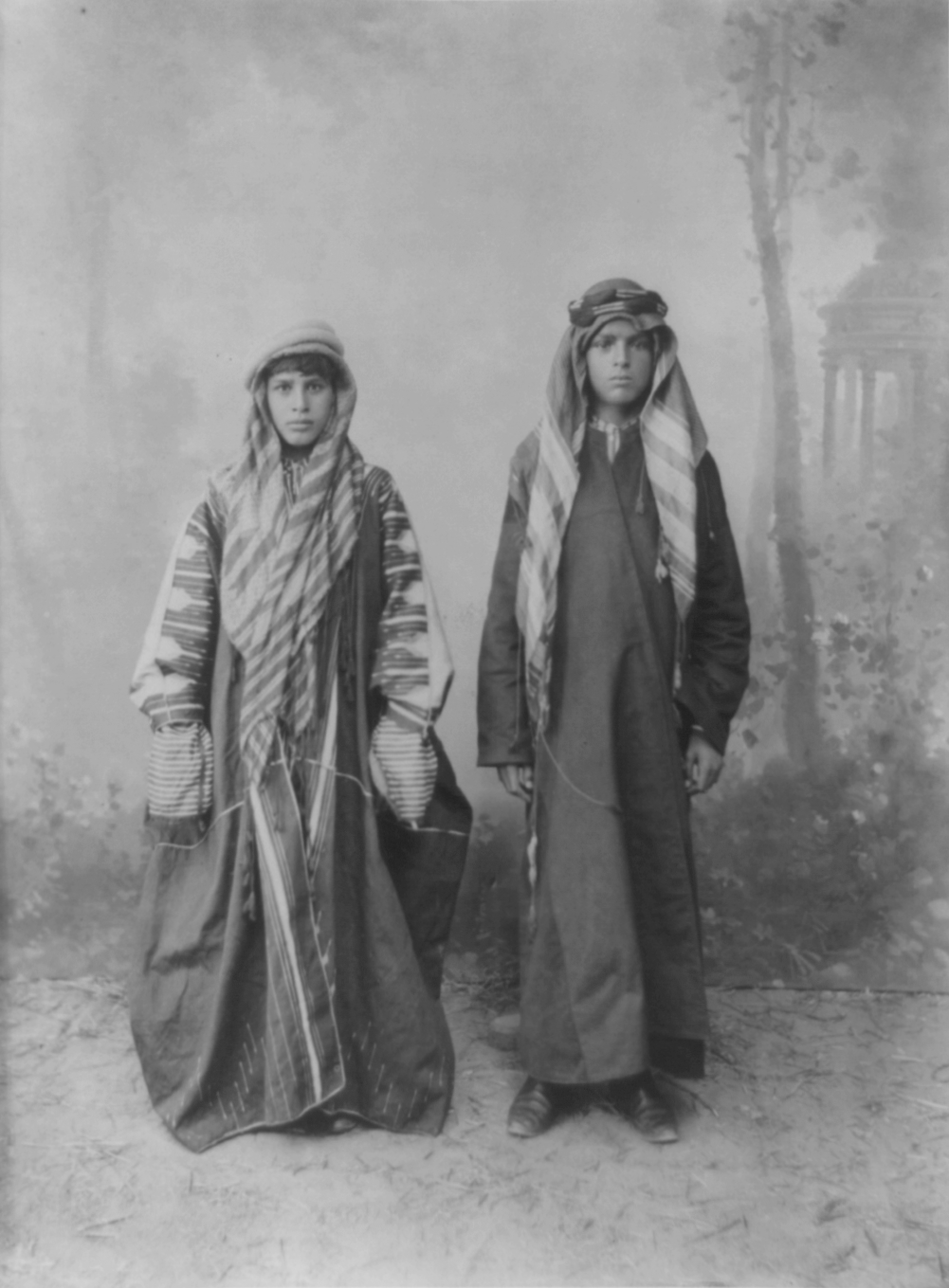
Étudiants de la Mekteb-i Aşiret-i Humayun (École tribale impériale).